# Модель діатез-стресу

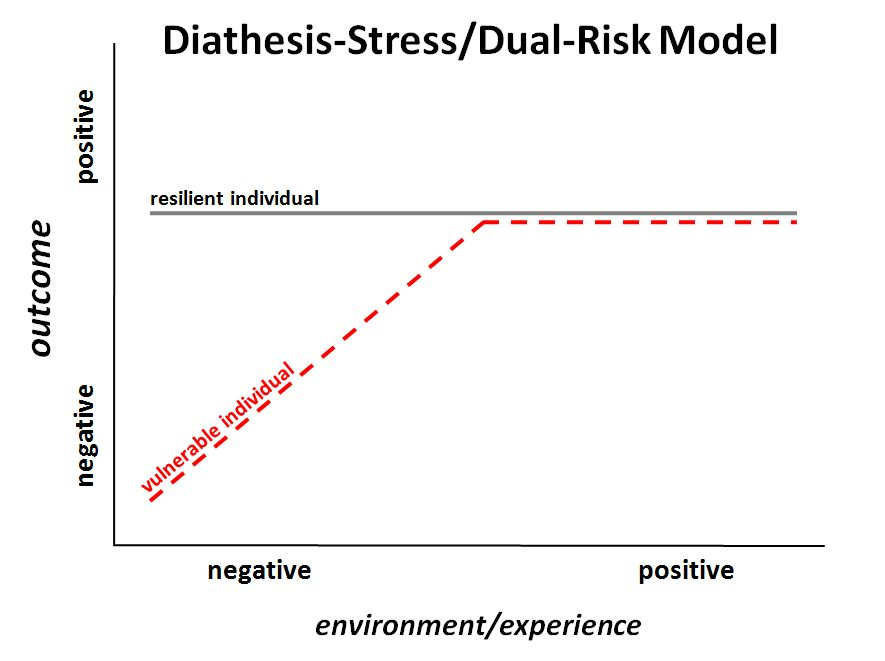
Схема моделі діатез–стресу

Модель діатезу-стресу, також відома як модель вразливості-стресу, — це психологічна теорія, яка намагається пояснити розлад або його траєкторію як результат взаємодії між схильністю до вразливості, діатезом і стресом, викликаним життєвим досвідом. Термін «діатез» походить від грецького терміна (διάθεσις) для позначення схильності або чутливості. Діатез може мати форму генетичних, психологічних, біологічних або ситуаційних факторів. Існує великий діапазон відмінностей між вразливістю індивідів до розвитку розладу.
Діатез, або схильність, взаємодіє з подальшою реакцією людини на стрес. Стрес — це життєва подія або низка подій, які порушують психологічну рівновагу людини та можуть спровокувати розвиток розладу. Таким чином, модель «діатез-стрес» слугує для дослідження того, як біологічні або генетичні особливості (діатез) взаємодіють із впливом навколишнього середовища (стресорами), викликаючи такі розлади, як депресія, тривога або шизофренія. Модель діатезу-стресу стверджує, що якщо комбінація схильності та стресу перевищує поріг, у людини розвинеться розлад. Використання терміна «діатез» у медицині та в психіатрії бере свій початок з 1800-х років. Однак модель «діатез-стрес» не була введена і не використовувалася для опису розвитку психопатології, поки її не застосував для пояснення шизофренії в 1960-х роках Пол Міль.
Модель діатезу-стресу використовується в багатьох областях психології, зокрема для вивчення розвитку психопатології. Вона корисна для розуміння взаємодії природи та виховання у сприйнятливості до психологічних розладів протягом усього життя. Моделі діатезу-стресу також можуть допомогти визначити, у кого розвинеться розлад, а в кого ні. Наприклад, у контексті депресії модель «діатез-стрес» може допомогти пояснити, чому особа А може впасти в депресію, а особа Б ні, навіть якщо вона піддається тим самим стресовим факторам. Зовсім недавно модель діатезу-стресу використовувалася, щоб пояснити, чому деякі люди більш схильні до ризику розвитку розладу, ніж інші. Наприклад, діти, у сімейному анамнезі яких була депресія, загалом самі більш вразливі до розвитку депресивного розладу. Дитина, у сімейному анамнезі якої була депресія та яка зазнала певного стресу, наприклад відчуження або відторгнення однолітками, має більшу ймовірність розвитку депресії, ніж дитина з сімейною історією депресії, яка має позитивний соціальний мережа однолітків. Модель «діатез-стрес» також стала корисною для пояснення інших поганих (але неклінічних) результатів розвитку.
Захисні чинники, такі як позитивні соціальні мережі або висока самооцінка, можуть протидіяти впливу стресових факторів і запобігати або приборкати наслідки розладу. Багато психологічних розладів мають вікно вразливості, протягом якого індивід має більше шансів розвинути розлад, ніж інші. Моделі діатезу та стресу часто концептуалізують як багатопричинні моделі розвитку, які припускають, що численні фактори ризику упродовж розвитку взаємодіють зі стресорами та захисними факторами, що сприяють нормальному розвитку або психопатології. Гіпотеза диференціальної сприйнятливості — це нещодавня теорія, яка виникла на основі моделі діатез-стресу.

## Діатез

Аналогія з чашкою демонструє, що за однакової кількості стресорів особа 2 є більш вразливою, ніж особа 1, через свою схильність

Термін «діатез» є синонімом вразливості, а такі варіанти, як «вразливість-стрес», поширені в психології. Вразливість робить більш-менш імовірним те, що людина піддасться розвитку психопатології, якщо зіткнеться з певним стресом. Діатез вважається притаманним індивіду і зазвичай вважається стабільним, але не незмінним упродовж життя. Їх також часто вважають латентними (тобто сплячими), оскільки їх важче розпізнати, якщо вони не спровоковані стресовими факторами.
Вважається, що діатез включає генетичні, біологічні, фізіологічні, когнітивні та особистісні фактори. Деякі приклади діатезу включають генетичні фактори, такі як аномалії в деяких генах або варіації в багатьох генах, які взаємодіють, щоб підвищити вразливість. Інші діатези включають ранній життєвий досвід, такий як втрата батьків або високий невротизм. Діатез також можна концептуалізувати як ситуативні фактори, такі як низький соціально-економічний статус або наявність одного з батьків у депресії.

## Стрес
Стрес можна концептуалізувати як життєву подію, яка порушує рівновагу життя людини. Наприклад, людина може бути вразливою до депресії, але депресія не розвинеться, якщо вона не піддасться певному стресу, який може спровокувати депресивний розлад. Стресори можуть мати форму окремої події, як-от розлучення батьків чи смерть у родині, або можуть бути більш хронічними факторами, як-от тривала хвороба чи триваючі проблеми у шлюбі. Стрес також може бути пов'язаний із повсякденними клопотами, такими як терміни виконання шкільних завдань. Це також схоже на популярне (і технічне) використання стресу, але зауважте, що в деякій літературі стрес визначається як реакція на стресори, особливо там, де використання в біології впливає на нейронауку.
Давно визнано, що психологічний стрес відіграє важливу роль у розумінні того, як розвивається психопатологія в окремих людей. Однак психологи також визначили, що не у всіх людей, які перебувають у стані стресу або переживають стресові життєві події, розвивається психологічний розлад. Щоб зрозуміти це, теоретики та дослідники досліджували інші фактори, які вплинули на розвиток розладу, і припустили, що в деяких людей під час стресу розлад розвивається, а в інших ні. Таким чином, деякі люди більш вразливі, ніж інші, до розвитку розладу після того, як зазнали стресу. Це призвело до формулювання моделі діатезу-стресу.

## Генетика
Відомо, що стрес є активатором тучних клітин. Тучні клітини — це довгоживучі тканинні клітини, які відіграють важливу роль у багатьох запальних процесах, включаючи захист організму від паразитарної інфекції та алергічних реакцій.
Є докази того, що «діти, які зазнали внутрішньоутробного стресу, можуть відчувати стійкість, зумовлену взаємодіями в масштабах епігенома». Взаємодія стресу в ранньому віці з епігеномом показує потенційні механізми, що сприяють вразливості до психічних захворювань. Родовий стрес змінює життєві траєкторії психічного здоров'я через епігенетичне регулювання.
Носії вродженої гіперплазії надниркових залоз мають схильність до стресу через унікальну природу цього гена. Справжні показники поширеності невідомі, але поширені генетичні варіанти людського гена стероїдної 21-гідроксилази (CYP21A2) пов'язані з відмінностями в рівнях циркулюючих гормонів у популяції.
Психологічний стрес значно впливає на якість життя постраждалих людей. Це відома ознака генералізованої гіпермобільності суглобів (gJHM), а також її найпоширеніших проявів синдрому, а саме синдрому Елерса — Данлоса, типу гіпермобільності (також відомого як синдром гіпермобільності суглобів, JHS/EDS-HT). Цікаво, що на додаток до підтвердження тісного зв'язку між тривогою та gJHM, також були виявлені попередні зв'язки з депресією, синдромом дефіциту уваги з гіперактивністю (ADHD), розладами аутистичного спектра та обсесивно-компульсивним розладом особистості (OCPD).
Чутливість сенсорної обробки (SPS) — це риса особистості, що включає «підвищену чутливість центральної нервової системи та глибшу когнітивну обробку фізичних, соціальних і емоційних стимулів». Ця риса характеризується «тенденцією робити паузу, щоб перевірити» в нових ситуаціях, більшою чутливістю до ледь помітних подразників і залученням глибших когнітивних стратегій обробки для використання дій подолання, що обумовлено підвищеною емоційною реактивністю, як позитивною, так і негативною". SPS фіксує чутливість до навколишнього середовища як спадкову, еволюційно збережену рису, пов'язану з посиленою обробкою інформації в мозку, пом'якшуючи чутливість до навколишнього середовища у кращий і гірший спосіб. Взаємодія з негативним досвідом підвищує ризик розвитку психопатології, тоді як взаємодія з позитивним досвідом (включаючи втручання) збільшує позитивні результати.

## Фактори захисту
Фактори захисту, хоча і не є невід'ємним компонентом моделі діатезу-стресу, мають важливе значення при розгляді взаємодії діатезу та стресу. Захисні чинники можуть пом'якшити або створити буфер проти наслідків основних стресових факторів, забезпечуючи індивідууму адаптивні можливості розвитку для боротьби зі стресом. Приклади захисних факторів становлять позитивні стосунки між батьками та дитиною, підтримуючу мережу однолітків та індивідуальну соціальну та емоційну компетентність.

## Упродовж усього життя
Багато моделей психопатології загалом припускають, що всі люди мають певний рівень вразливості до певних психічних розладів, але припускають великий діапазон індивідуальних відмінностей у точці, на якій у людини розвивається певний розлад. Наприклад, особа з особистісними рисами, які мають тенденцію сприяти стосункам, такими як екстравертність і приємність, може породити сильну соціальну підтримку, яка згодом може служити захисним фактором при переживанні стресових факторів або втрат, які можуть затримати або запобігти розвитку депресії. Навпаки, особа, якій важко розвивати та підтримувати стосунки підтримки, може бути більш вразливою до розвитку депресії після втрати роботи, оскільки вона не має соціальної підтримки, яка б її захищала. Індивідуальний поріг визначається взаємодією діатезу і стресу.
Вважається, що вікна вразливості для розвитку певних психопатологій існують у різні моменти тривалості життя. Більше того, різні діатези та стресори пов'язані з різними розладами. Наприклад, розрив стосунків та інші важкі або травматичні життєві стресори причетні до розвитку депресії. Стресові події також можуть спровокувати маніакальну фазу біполярного розладу, а потім стресові події можуть перешкодити одужанню та викликати рецидив. Наявність генетичної схильності до того, щоб стати залежним, а пізніше втягнутися в запої в коледжі, є причетними до розвитку алкоголізму. Сімейний анамнез шизофренії в поєднанні зі стресом, пов'язаним із вихованням у неблагополучній сім'ї, підвищує ризик розвитку шизофренії.
Моделі діатезу та стресу часто концептуалізують як багатопричинні моделі розвитку, які припускають, що численні фактори ризику упродовж розвитку взаємодіють зі стресорами та захисними факторами, що сприяють нормальному розвитку або психопатології. Наприклад, дитина з сімейною історією депресії, швидше за все, має генетичну вразливість до депресивного розладу. Ця дитина також була піддана впливу факторів навколишнього середовища, пов'язаних з депресією батьків, які також підвищують її вразливість до розвитку депресії. Захисні фактори, такі як сильна мережа однолітків, участь у позашкільних заходах і позитивні стосунки з батьком, який не страждає на депресію, взаємодіють із вразливістю дитини, визначаючи прогресування до психопатології проти нормативного розвитку.
Деякі теорії відгалужуються від моделі діатезу-стресу, наприклад гіпотеза диференціальної сприйнятливості, яка розширює модель, включаючи вразливість до позитивного середовища, а також до негативного середовища або стресу. Людина може мати біологічну вразливість, яка в поєднанні зі стресором може призвести до психопатології (модель діатезу-стресу); але та сама людина з біологічною вразливістю, якщо потрапити в особливо сприятливе середовище, може мати кращі результати, ніж людина без такої вразливості.